# Пон-де-Ларн
Пон-де-Ларн (фр. Pont-de-Larn, окс. Pont de Larn) — коммуна во Франции, находится в регионе Юг — Пиренеи. Департамент — Тарн. Входит в состав кантона Мазаме-2 Валле-дю-Торе. Округ коммуны — Кастр.
Код INSEE коммуны — 81209.

## География

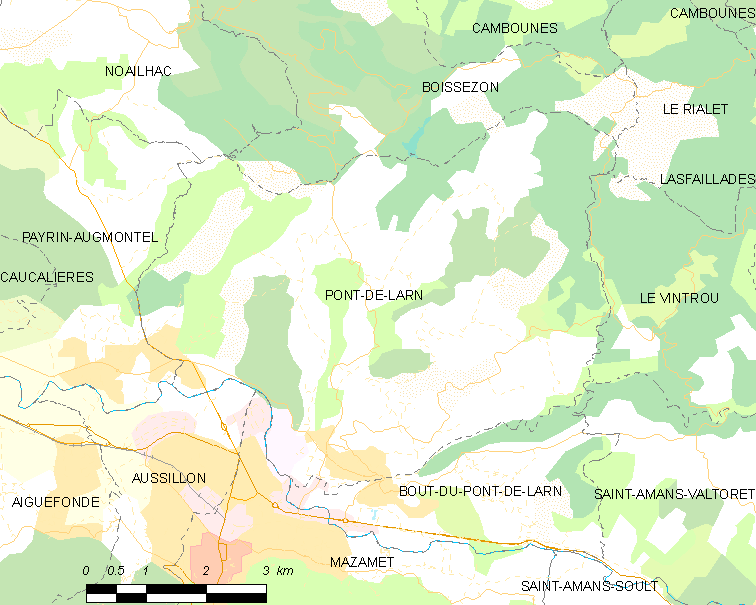
Карта коммуны

Коммуна расположена приблизительно в 600 км к югу от Парижа, в 80 км восточнее Тулузы, в 55 км к юго-востоку от Альби.
На юге коммуны протекают реки Арн и Торе.

## Климат
Климат умеренно-океанический. Зима мягкая и дождливая, лето жаркое с частыми грозами. Ветры довольно редки.

## Население
Население коммуны на 2010 год составляло 2874 человека.
| 1962 | 1968 | 1975 | 1982 | 1990 | 1999 | 2010 |
| ---- | ---- | ---- | ---- | ---- | ---- | ---- |
| 2099 | 2297 | 2304 | 2311 | 2525 | 2705 | 2874 |

## Администрация
| Период | Период | Фамилия           | Партия | Примечания |
| ------ | ------ | ----------------- | ------ | ---------- |
| 2001   | 2008   | Сильвен Дор       |        |            |
| 2008   | 2020   | Кристиан Карайоль |        |            |

## Экономика
В 2007 году среди 1765 человек в трудоспособном возрасте (15—64 лет) 1317 были экономически активными, 448 — неактивными (показатель активности — 74,6 %, в 1999 году было 72,8 %). Из 1317 активных работали 1220 человек (643 мужчины и 577 женщин), безработных было 97 (34 мужчины и 63 женщины). Среди 448 неактивных 130 человек были учениками или студентами, 194 — пенсионерами, 124 были неактивными по другим причинам.